# Treasure Isle
La Treasure Isle è un'etichetta discografica giamaicana fondata dal produttore discografico Duke Reid nel 1959.
La Treasure Isle fu una delle più grandi ed influenti etichette discografiche di musica reggae di tutti i tempi. Fondata dal gestore di sound system Duke Reid, la label giocò un ruolo fondamentale durante la nascita di stili come lo ska e il rocksteady, lanciando la carriera di grandi artisti giamaicani come The Skatalites, U Roy e The Paragons. Assieme alla label rivale Studio One di Coxsone Dodd, l'azienda giamaicana risultò un grande punto di riferimento per la musica nazionale per oltre tre decenni, producendo diversi successi. Contribuì al sorgere dello ska, e agli stili che lo successero, il rocksteady e il reggae.

## Storia
Duke Reid era in origine un poliziotto, ma abbandonò questa attività per aiutare sua moglie nella sua drogheria di successo. Da tempo amante della musica, Reid iniziò ad attirare più clienti suonando all'esterno del negozio, perlopiù R&B americano e jump blues, così come il calypso. Grazie al fiorente business, la coppia si spostò presto in un locale più ampio situato nella Bond Street, che venne poi soprannominato Treasure Isle, un negozio di liquori. Reid diede inizio anche ad uno show nella sua radio, chiamato Treasure Isle Time, ma mise in piedi anche un sound system, portando la sua musica di dancehall in dancehall con il suo furgone. Egli venne presto conosciuto con lo stesso nome del suo impianto: the Trojan. Reid costruì poi uno studio di registrazione sopra il suo negozio di liquori, ed iniziò a realizzare del materiale a partire dal 1959. La Treasue Isle cominciò poi a diventare una vera e propria etichetta discografica.
Anche la Studio One divenne un'etichetta di culto per lo ska, il rocksteady e early reggae, e venne fondata dal più grande rivale di Reid, Coxsone Dodd, alla fine degli anni cinquanta. Dalla loro competitività nacque lo ska, un riadattamento indigeno del sound R&B che veniva suonato dei sound system. Entrambi recultarono delle "house band" le quali introdussero il sound del jump blues di New Orleans che accentuò e caratterizzò il tipico stile caraibico. Fu Prince Buster, ancor prima di essere sotto la gestione di Reid, uno degli artisti più accreditati per aver inventato lo ska, ma fu la Studio One, con gli The Skatalites, e la Treasure Isle, con Derrick Morgan e Justin Hines, che dominarono le classifiche locali. Erano molto comuni le frodi a causa di contratti con più etichette in contemporanea. Reid, che inizialmente aveva fondato l'etichetta come attività secondaria, iniziò a focalizzarsi sulle produzioni musicali dal 1962. Dal 1962 al 1965, la Treasure Isle pubblicò diverse hit ska per gruppi come Skatalites, Stranger Cole, the Techniques, Justin Hinds & the Dominoes, ed altri. Come la popolarità dello ska cominciò a diminuire, emerse una nuova variante più lenta, il rocksteady. Tuttavia non fu fino all'arrivo di Alton Ellis e all'avvento del rocksteady nel 1966 che la Treasure Isle riuscì a superare la popolarità della Studio One di Dodd, come tra le più note etichette in Giamaica. Infatti se la Studio One aveva superato Reid durante il periodo ska, la Treasure Isle dominò il periodo rocksteady. A contribuire alla sua ascesa fu anche il fatto che Reid aveva reclutato il talentuoso sassofonista Tommy McCook (ex Skatalites) dagli Studio One per fronteggiare la sua band di ispirazione jazz, i Supersonics, gruppo che compose diverse tracce poi rivisitate anche ai giorni nostri dai produttori dancehall. Durante l'era rocksteady emersero nuovi gruppi vocali che caratterizzarono questo periodo come The Techniques, The Ethiopians e The Paragons. Anche artisti solisti come Alton Ellis e Phyllis Dillon raggiunsero un elevato successo. Nei primi anni 60, quando nel Regno Unito cominciò a popolarizzarsi la musica giamaicana, venne fondata un'etichetta che si ispirò al soprannome di Duke Reid, questa era la Trojan Records, tutt'oggi una label di successo che pubblicò diverso materiale nel Regno Unito proprio su concessione di Duke Reid.
L'evoluzione del sound giamaicano procedette molto rapidamente. Lo stile vocale di molti artisti sotto la Treasure Isle fu importante per l'emersione di un nuovo mercato e nuovi artisti sulla scia di John Holt (ex-the Paragons) e Joya Landis che diedero inizio a quello che venne poi riconosciuto come lovers rock. Come passarono l'era rocksteady e early reggae, iniziò a svilupparsi il roots reggae dei rastafari, e Reid, ormai arrivato alla fine dei suoi 50 anni di età, si ritrovò in difficoltà nell'adattare il suo sound allo stile aspro e politico in voga nei metà anni 70: questa nuova variante non gli andava a genio, in particolare per le tematiche di protesta sociale, e questa presa di posizione contribuì a fare di lui parte della vecchia generazione ormai sorpassata. Così la sua Treasure Isle smise di essere un punto di riferimento per il nuovo reggae degli anni 70.
Fortunatamente emergeva parallelamente un altro stile di reggae nelle dancehall: il dj style, stile nel quale alcuni artisti iniziarono a parlare e canticchiare sopra delle vecchie e famose registrazioni rocksteady o early reggae preesistenti. Il leader dei the Paragons John Holt trascinò U-Roy, il pioniere di questo nuovo stile, proprio agli studi di registrazione di Reid nel 1970. Reid si convinse presto ad iniziare la collaborazione con U-Roy, con l'idea di cantare sopra dei ritmi già esistenti che erano essenzialmente delle vecchie hit pubblicate dalla stessa Treasure Isle. Il risultato fu molto popolare; infatti quattro dei primi singoli di U-Roy conquistarono lo Top Five giamaicana. Reid  continuò la collaborazione con U-Roy durante i primi anni 70, ripescando vecchi brani dal suo catalogo, ma realizzò manteriale anche con altri dj, tra i quali spicca Dennis Alcapone. Sfortunatamente, Reid iniziò ad ammalarsi seriamente nel 1974; dopo aver sofferto per una buona parte dell'anno, morì nel 1975.
Il produttore Sonia Pottinger comprò il catalogo che questo aveva costruito nel tempo rinvigorendo il suo marketing, e realizzando una serie di hit di successo.